# Skeptrostachys
Skeptrostachys es un género de orquídeas perteneciente a la subfamilia Orchidoideae. Es originario de Sudamérica, donde se distribuye por Brasil, Argentina y Paraguay.

## Especies
A continuación se brinda un listado de las especies del género Skeptrostachys aceptadas hasta mayo de 2011, ordenadas alfabéticamente. Para cada una se indica el nombre binomial seguido del autor, abreviado según las convenciones y usos y la publicación válida.
1. Skeptrostachys arechavaletanii (Barb.Rodr.) Garay, Bot. Mus. Leafl. 28: 359 (1980 publ. 1982).
2. Skeptrostachys balanophorostachya (Rchb.f. & Warm.) Garay, Bot. Mus. Leafl. 28: 359 (1980 publ. 1982).
3. Skeptrostachys berroana (Kraenzl.) Garay, Bot. Mus. Leafl. 28: 359 (1980 publ. 1982).
4. Skeptrostachys congestiflora (Cogn.) Garay, Bot. Mus. Leafl. 28: 359 (1980 publ. 1982).
5. Skeptrostachys correana Szlach., Fragm. Florist. Geobot. 41: 857 (1996).
6. Skeptrostachys disoides (Kraenzl.) Garay, Bot. Mus. Leafl. 28: 359 (1980 publ. 1982).
7. Skeptrostachys gigantea (Cogn.) Garay, Bot. Mus. Leafl. 28: 359 (1980 publ. 1982).
8. Skeptrostachys latipetala (Cogn.) Garay, Bot. Mus. Leafl. 28: 360 (1980 publ. 1982).
9. Skeptrostachys montevidensis (Barb.Rodr.) Garay, Bot. Mus. Leafl. 28: 360 (1980 publ. 1982).
10. Skeptrostachys paraguayensis (Rchb.f.) Garay, Bot. Mus. Leafl. 28: 360 (1980 publ. 1982).
11. Skeptrostachys paranahybae (Kraenzl.) Garay, Bot. Mus. Leafl. 28: 360 (1980 publ. 1982).
12. Skeptrostachys rupestris (Lindl.) Garay, Bot. Mus. Leafl. 28: 360 (1980 publ. 1982).
13. Skeptrostachys stenorrhynchoides Szlach., Fragm. Florist. Geobot. 39: 418 (1994).